# Picus squamatus
Picus squamatus là một loài chim trong họ Picidae.
Loài gõ kiến này được tìm thấy ở lục địa Ấn Độ và các khu vực lân cận, trải dài khắp Afghanistan, Iran, Ấn Độ, Nepal, Pakistan và Turkmenistan.
Môi trường sống tự nhiên của chúng là rừng núi cao, rừng ôn đới, và rừng ẩm vùng đất thấp nhiệt đới hoặc cận nhiệt đới.